# Ochsenfurter Gau
Der Ochsenfurter Gau ist ein flachwelliger, stark agrarisch geprägter Landschaftsraum im Südosten von Unterfranken. Der Name bezieht sich auf die Kleinstadt Ochsenfurt im nördlich angrenzenden Maintal, die wirtschaftliches Zentrum der Agrarregion ist. Gemeinsam mit dem landschaftlich sehr ähnlichen südöstlich angrenzenden mittelfränkischen Gollachgau bildet es innerhalb der Mainfränkischen Platten die naturräumliche Haupteinheit Ochsenfurter Gau und Gollachgau .

## Lage
Der Ochsenfurter Gau ist die agrarisch geprägte Hochfläche zwischen dem Taubertal im Süden und dem Mittleren Maintal (Südspitze des Maindreiecks) im Norden. Im Nordwesten grenzt das bergigere und stärker bewaldete Gebiet der Marktheidenfelder Platte und im Südosten der Gollachgau mit einer ähnlichen naturräumlichen Ausstattung an.

## Geologie und Morphologie
Die Hochfläche liegt geologisch im wenig verfalteten und relativ weichen Unterkeuper. Er besteht überwiegend aus Tonstein und Mergel mit einzelnen Kalksteinbänken und Sandsteinschüttungen. In den umgebenden Tälern werden harte Kalksteine des darunter liegenden Oberen Muschelkalks angeschnitten. Dort sind die Hänge meist deutlich steiler. Die Zuflüsse in Main und Tauber zergliedern das Ochsenfurter Gau vor allem randlich, wo in Nähe des Vorfluters bereits Muschelkalk angeschnitten wird. Im Westen des Ochsenfurter Gaus kommt Gestein des Muschelkalks flächendeckend vor und bildet die bergigere und waldreichere (Marktheidenfelder Platte). In den quartären Kaltzeiten wurde auf der Hochfläche teils meterdick Löss abgelagert. Dadurch wurde das kaum gegliederte Relief weiter ausgeglichen.

## Boden und Klima
Im Holozän entwickelten sich im Löss sehr fruchtbare Böden. Durch die intensive landwirtschaftliche Nutzung sind die Oberbodenbereiche der potentiell vorhandenen erosionsanfälligen Parabraunerden jedoch häufig abgetragen. Das Klima ist ganzjährig feucht mit Niederschlägen um 590–620 mm pro Jahr bei jährlichen Durchschnittstemperaturen um 9,0 °C. Im Sommer kann es durch hohe Verdunstungsraten zeitweise zu einem ausgeprägten Wasserdefizit kommen.

## Anthropogene Raumnutzung
In den Baumaterialien der Gebäude und Skulpturen in der Region macht sich die Geologie bemerkbar. Der gut zu bearbeitende Werksandstein des Unterkeupers und die harten Kalksteine des Muschelkalks fanden ihren Eigenschaften entsprechend Verwendung.
Die guten Böden, das günstige Klima und das geringe Relief sind die Grundlage für die starke ackerbauliche Prägung des Raumes. Angebaut werden vor allem Getreide und Zuckerrüben. Die Dorfkerne sind von fränkischen Dreiseitgehöften geprägt. Das wirtschaftliche Zentrum Ochsenfurt zeigt Ummauerung und Bürgerhäuser. Die Zuckerrüben aus dem Gau werden in der ortsansässigen Zuckerfabrik der Südzucker AG verarbeitet, der drittgrößten derartigen Anlage in Deutschland. Die letzten Abschnitte der Gaubahn wurde 1992 stillgelegt, deshalb wird der Transport seitdem nur noch per Lkw durchgeführt.

## Natur
Große Teile des Ochsenfurter Gaus sind Teil des Vogelschutzgebiets Ochsenfurter und Uffenheimer Gau und Gäulandschaft nordöstlich Würzburg (SPA 6426-471) zu dessen Schutzgütern insbesondere die Wiesenweihe gehört.